# Identificación (sicología)
La identificación es un proceso psicológico por el cual el individuo asimila un aspecto, propiedad o atributo del otro y se transforma total o parcialmente por el modelo que otro proporciona. Es a través de una serie de identificaciones que la personalidad se constituye y especifica. Las raíces del concepto se pueden encontrar en los escritos de Freud. Los tres conceptos más destacados de identificación descritos por Freud son: identificación primaria, identificación narcisista (secundaria) e identificación parcial (secundaria).
Si bien "en la literatura psicoanalítica hay acuerdo en que el significado central de la identificación es simple: ser como o ser igual a otro", también se ha considerado "el área clínica/teórica más desconcertante" en el psicoanálisis.

## Freud
Freud planteó por primera vez la cuestión de la identificación (en alemán: Identifizierung) en 1897, en relación con la enfermedad o muerte de los padres, y la respuesta "castigarse de manera histérica... con los mismos estados [de enfermedad] que han tenido. La identificación que ocurre aquí es, como podemos ver, nada más que un modo de pensar". La pregunta fue retomada psicoanalíticamente "en el artículo de Ferenczi, 'Introyección y transferencia', que data de 1909", pero fue en la década entre "Sobre el narcisismo" (1914) y "El ego y la identificación" (1923) que Freud realizó su estudio más detallado e intensivo del concepto. 
Freud distinguió tres tipos principales de identificación. "Primero, la identificación es la forma original de vinculación emocional con un objeto; en segundo lugar, de manera regresiva, se convierte en un sustituto de un vínculo de objeto libidinal... y en tercer lugar, puede surgir con cualquier nueva percepción de una cualidad común que sea compartido con otra persona".

### Identificación primaria
La identificación primaria es la forma original y primitiva de apego emocional a algo o alguien antes de cualquier relación con otras personas u objetos: "la primera y más importante identificación de un individuo, su identificación con el padre en su propia prehistoria personal... con los padres". Esto significa que cuando nace un bebé, no es capaz de hacer una distinción entre él y otros importantes. El bebé tiene un vínculo emocional con sus padres y experimenta a sus padres como parte de sí mismo. "El seno es parte de mí, yo soy el seno". 
Durante este proceso de identificación, los niños adoptan inconscientemente las características de sus padres y comienzan a asociarse y copiar el comportamiento de sus padres. Freud comentó que la identificación debe distinguirse de la imitación, que es un acto voluntario y consciente. Debido a este proceso de apego emocional, un niño desarrollará un (super) ego que tiene similitudes con los valores morales y las pautas por las cuales los padres viven sus vidas. Mediante este proceso, los niños se vuelven muy parecidos a sus padres y esto facilita aprender a vivir en el mundo y la cultura en la que nacen.
"En general, los psicoanalistas otorgan la importancia y centralidad de la identificación primaria, aunque... el concepto varía 'de acuerdo con cada autor y sus ideas, su significado en consecuencia está lejos de ser preciso" (Etchegoyen 1985)".

### Identificación narcisista (secundaria)
La identificación narcisista es la forma de identificación que sigue al abandono o pérdida de un objeto. Esta experiencia de pérdida comienza a una edad muy temprana. Un ejemplo: usar la ropa o las joyas de un ser querido fallecido. En "Luto y melancolía", Freud, habiendo "demostrado que la identificación es una etapa preliminar de la elección del objeto", argumentó que la experiencia de la pérdida puso en marcha un proceso regresivo que "sirvió para establecer una identificación del ego con el objeto abandonado". En "The Ego and the Id", continuó y sostuvo que "este tipo de sustitución tiene una gran participación en la determinación de la forma que adopta el ego y que hace una contribución esencial para construir lo que se llama su 'carácter'".
Lacan, en su teoría de lo imaginario, desarrollaría el último punto en su visión de "el ego está constituido en su núcleo por una serie de identificaciones alienantes" - parte de su oposición a cualquier concepto de "autónomo" y ego sin conflictos. 

### Identificación parcial (secundaria)
La identificación parcial se basa en la percepción de una cualidad especial de otra persona. Esta calidad o ideal a menudo se representa en una "figura líder" con la que se identifica. Por ejemplo: el joven se identifica con los músculos fuertes de un vecino mayor. Junto a la identificación con el líder, las personas se identifican con los demás porque sienten que tienen algo en común. Por ejemplo: un grupo de personas a las que les gusta la misma música. Este mecanismo juega un papel importante en la formación de grupos. Contribuye al desarrollo del carácter y el ego se forma mediante la identificación con un grupo (normas grupales). La identificación parcial promueve la vida social de las personas que podrán identificarse entre sí a través de este vínculo común, en lugar de considerar a alguien como un rival.

### Identificación parcial y empatía
Freud continuó indicando la forma en que "un camino lleva de la identificación por medio de la imitación a la empatía, es decir, a la comprensión del mecanismo por el cual estamos capacitados para adoptar cualquier actitud hacia otra vida mental". Otto Fenichel continuaría enfatizando cómo las "identificaciones de prueba con fines de empatía juegan un papel básico en las relaciones normales con los objetos". Pueden estudiarse especialmente al analizar las formas de trabajar del psicoanalista". Posteriormente, la teoría de las relaciones objetivas destacaría el uso de la "identificación de prueba con el paciente en la sesión" como parte de la creciente técnica de análisis desde la contratransferencia. 

## Anna Freud e identificación con el agresor
En su libro clásico El ego y el mecanismo de defensa, Anna Freud introdujo "dos mecanismos de defensa originales... los cuales se han convertido en clásicos de la psicología del ego", uno de los cuales es la rendición altruista, la otra identificación con el agresor. Anna Freud señaló que la identificación con los valores parentales era una parte normal del desarrollo del superyó; pero que "si el niño introduce tanto la reprensión como el castigo y luego proyecta regularmente este mismo castigo sobre otro, 'entonces es arrestado en una etapa intermedia en el desarrollo del superyó'".
El concepto también se adoptó en la teoría de las relaciones de objeto, que exploró particularmente "cómo un paciente a veces coloca al analista en el papel de víctima mientras el paciente representa una identificación con el agresor" en la situación analítica. 

## Con el analista
El pensamiento analítico convencional está de acuerdo en términos generales en que la interpretación entró en vigencia "al utilizar transferencias positivas e identificaciones transitorias con el analista". Más controvertido, sin embargo, fue el concepto de "identificación terminal" al final del análisis, donde "aquello con lo que el paciente se identifica es su fuerte ego... [o] identificación con el superyó del analista".
Lacan hizo una fuerte excepción a "cualquier análisis que uno enseñe que debe ser terminado por identificación con el analista... Hay un más allá de esta identificación ... este cruce del plano de identificación". Posteriormente, la mayoría de los lacanianos se han hecho eco de su desconfianza en "la visión del psicoanálisis que se basa en la identificación con el analista como un factor curativo central". Sin embargo, hasta qué punto se aplica la misma crítica a aquellos que ven como un resultado terapéutico positivo "el desarrollo de una actitud autoanalítica... [basada en] la identificación e internalización de la actitud analítica del analista" quizás no sea bastante claro.
Marion Milner ha argumentado que la "identificación terminal" puede ser más aguda en aquellos analizados que luego se convierten en terapeutas: "por el simple hecho de convertirse en analistas hemos logrado pasar por alto una experiencia por la que nuestros pacientes tienen que pasar. Hemos elegido identificarnos con la profesión de nuestro analista y representar esa identificación".

## En el pensamiento psicoanalítico de hoy
Mucho se ha escrito sobre identificación desde Freud. La identificación ha sido vista tanto como un mecanismo normal de desarrollo como un mecanismo de defensa. Otros psicoanalistas han descrito muchos tipos de identificación, incluida la contraidentificación (Fliess, 1953), pseudoidentificación (Eidelberg, 1938), identificaciones concordantes y complementarias (Racker, 1957), e identificación adhesiva (Bick, 1968): "el trabajo de Bick y otros en la identificación adhesiva, explorando el concepto de 'piel psíquica'".